# Automatically Programmed Tools
APT (Automatically Programmed Tools) ist eine anwendungsbezogene Programmiersprache zur Erzeugung von Steuerungsinformationen für Werkzeugmaschinen.
APT wurde in den 1950er Jahren in den USA entwickelt und in Fortran IV codiert, um komplexe Fertigungsaufgaben für NC- und CNC-Fertigungsmaschinen problembezogen beschreiben zu können, z. B. an Flügelanschlüssen im Flugzeugbau. APT erlaubt primär eine Bearbeitungs-Geometrie-Beschreibung, hat jedoch in vielen APT-Dialekten auch technologische Erweiterungen erfahren.
Eine der bekanntesten Erweiterungen ist EXAPT (EXtended Subset of APT). Der EXAPT-Verein wurde ab 1967 in Deutschland an den Universitäten Stuttgart und Aachen mit Einbezug Industrie-Unternehmen wie EXAPT Systemtechnik GmbH gegründet, um die APT-Sprache weiterzuentwickeln.

## Codebeispiel
Ein APT-Programm wird in Sätzen (früher „Karten“ genannt) beschrieben. Ein Teileprogramm beginnt immer mit einem Satz PARTNO und endet mit einem FINI-Satz. Ein einfaches Beispiel zum Fräsen entlang einer Linie:
```
Bitte nicht löschen, syntaxhighlight wird für die anschließende farbige Hervorhebung benötigt

```

$$ Parameter, Variablen, Koordinaten
D0=200
D1=180
F1=0.1
X0=0
Y0=0
X1=100
Y1=50
$$ Geometrie-Definitionen
P0=POINT/X0,Y0
P1=POINT/X1,Y1
L1=LINE/P0,P1 $$ Linie durch Punkte P0 und P1 definieren
$$ Technologie
TOOLNO/1 $$ Anwahl des ersten Werkzeugs, Fräser
SPINDL/300,CCLW $$ Drehzahl 300 1/min Gegenuhrzeigersinn (Counterclockwise)
FROM/0,0,100 $$ von Z-Koordinate 100 über dem Werkstück anfahren
RAPID $$ Eilgang
ZSURF/10 $$ verfahren auf 10 mm über dem Werkstück
GOTO/P0 $$ definierten Nullpunkt anfahren
PLGFED/0.15 $$ in Z-Achs-Vorschub umschalten / Eilgang abwählen
ZSURF/0 $$ neue Bezugsebene in Z vorgeben
GOTO/P0 $$ im Vorschub neue Z-Koordinate 0 anfahren, Werkstück-Oberfl.
FEDRAT/F1 $$ Vorschub für Fräsebene x/y einschalten
GOTO/P1 $$ schräg auf der Fläche den Punkt P1 anfahren
RAPID $$ Eilgang ein
GODLTA/20 $$ um 20 mm in Z-Richtung abheben
STOP $$ Spindel stillsetzen
APT-Sätze haben stets ein Hauptwort mit bis zu sechs Buchstaben; die Nebenworte, bestimmende Nebeninformationen, werden mit dem Schrägstrich "Slash" abgetrennt.
Durch Verändern der Parameter ist dieses einfache Linien-Fräsprogramm an alle Fertigungsaufgaben anpassbar. Ändert sich die Bearbeitungsaufgabe (zum Beispiel auf Drahterodieren anstelle Fräsen), so braucht nur der Technologieteil geändert zu werden; die Geometriebeschreibung des Werkstücks bleibt unverändert.
APT enthält umfangreiche Möglichkeiten, Bearbeitungsaufgaben systematisch zu beschreiben, wie bedingte und unbedingte Sprünge, Sprunganweisungen, Schleifen, Unterprogramme.
APT selbst kann nicht direkt gekauft werden, jedoch sind etliche käufliche CNC-Programmiersysteme APT-basierend.